# Ивашково (Рыбновский район)
Ивашково — село в Рыбновском районе Рязанской области. Расположено на берегу реки Сосенка, неподалёку от Оки. Недалеко от села располагается станция Слёмы. В селе — храм Бориса и Глеба.

## История
Название населенного пункта произошло от фамилии бояр Ивашкины или имени Ивашка. Именно с такой фамилией в документах XIV—XV веков встречаются бояре и их сподвижники.
В статистике 1859 года, значится сельцом владельческим Зарайского уезда Рязанской губернии, «при речке безъименной» (в статистике 1868 года речка именуется Сосницей).
По сведениям 1906 года, Ивашково — деревня Старолетовской волости Зарайского уезда (волостной центр — село Старолетово). Здесь имелись 2 мелочные лавки, кузница, просорушка, 3 ветряные мельницы.
До Октябрьской революции деревня состояла в приходе Борисоглебской церкви села Вакино Зарайского уезда.
С 2004 года входит в границу Вакинского сельского поселения Рыбновского района Рязанской области.

## Население
| 2010 |
| ---- |
| 93   |

## Статистика
- 1859 — 28 дворов, 256 человек (126 м.п., 130 ж.п.)
- 1868 — 38 дворов, 229 человек (117 м.п., 112 ж.п.)
- 1 января 1905 — 55 дворов, 452 человека (222 м.п., 230 ж.п.)
- 2010 — 93 человека (43 м.п., 50 ж.п.)

## Фото

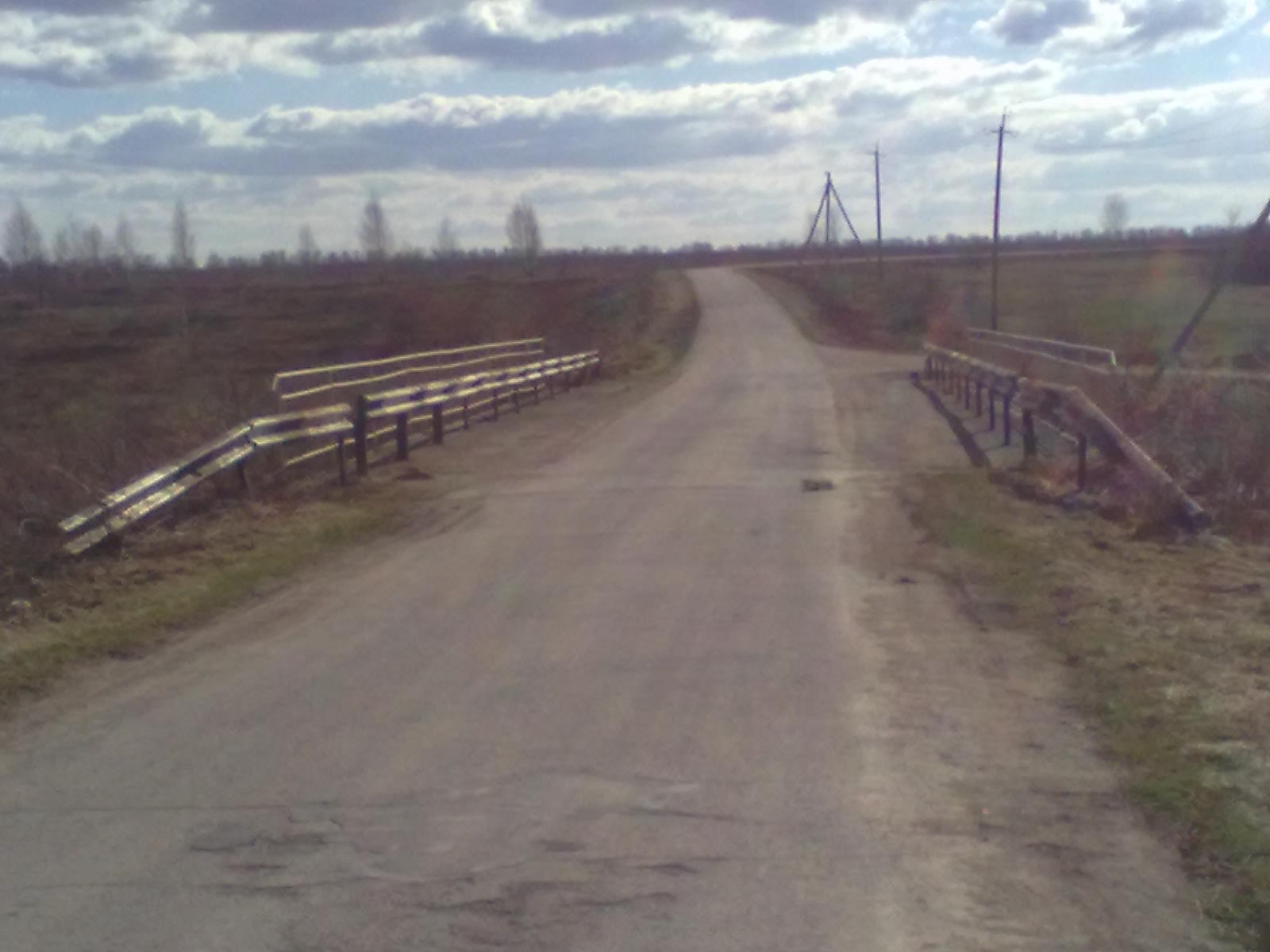
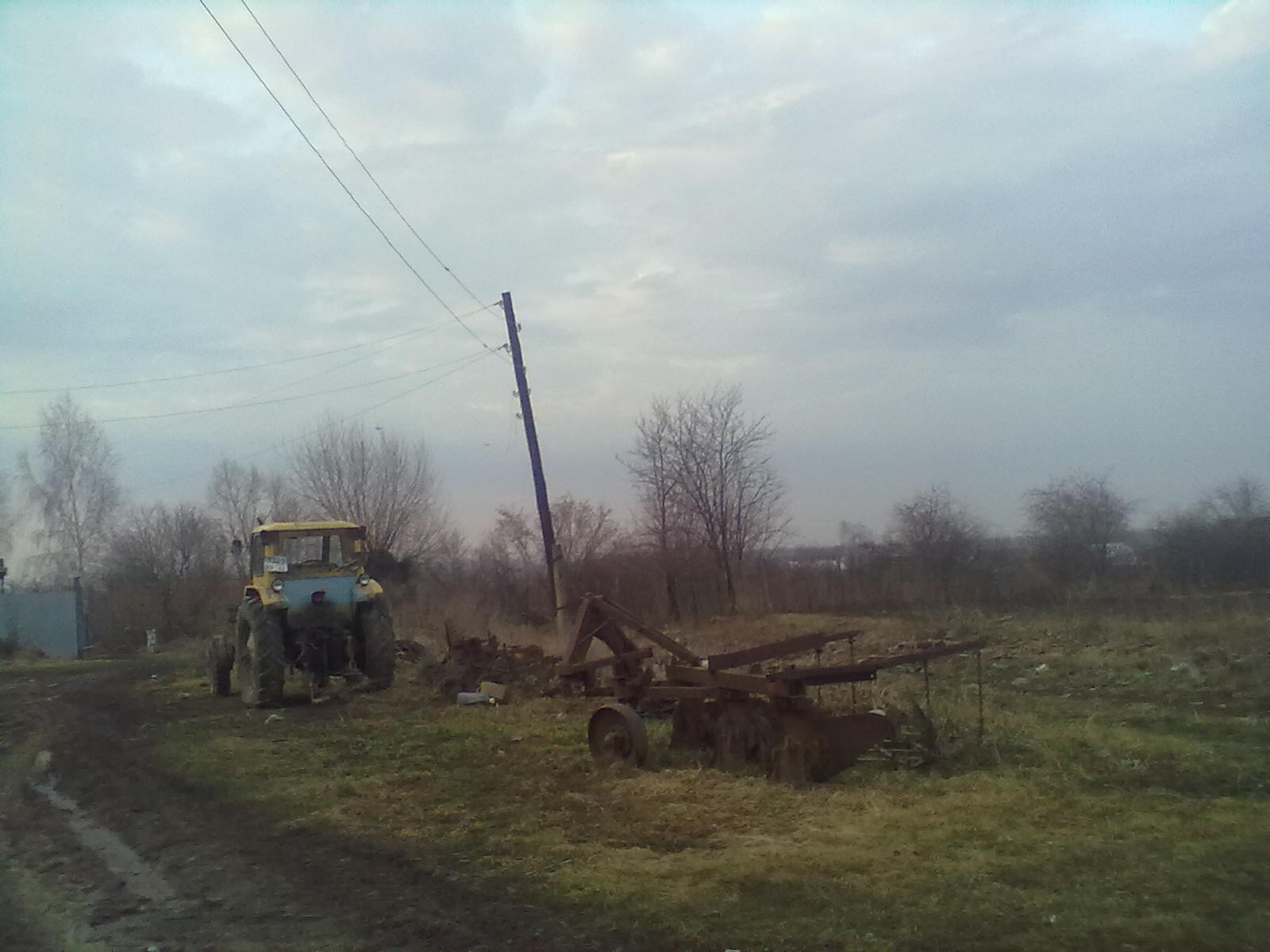
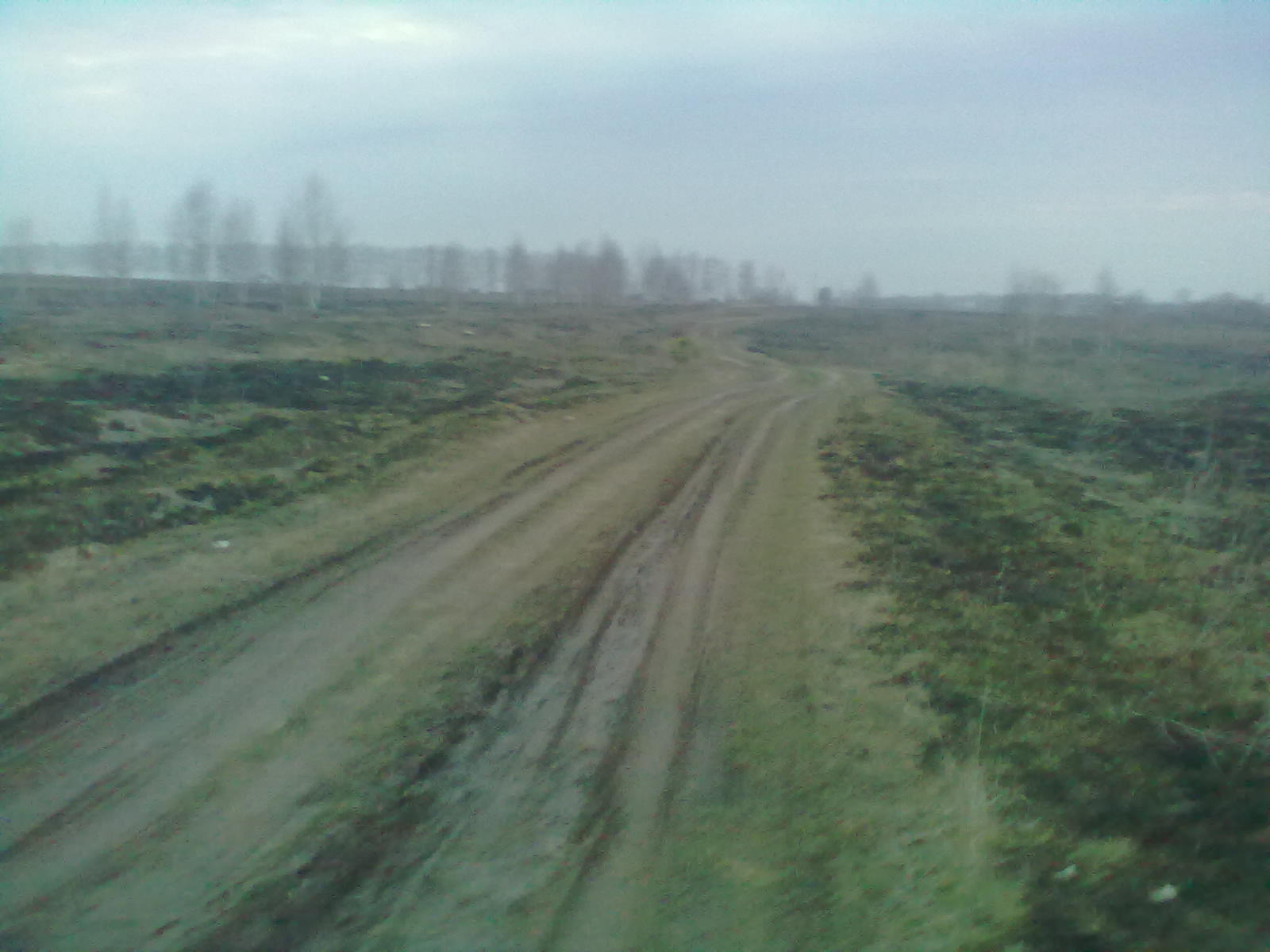
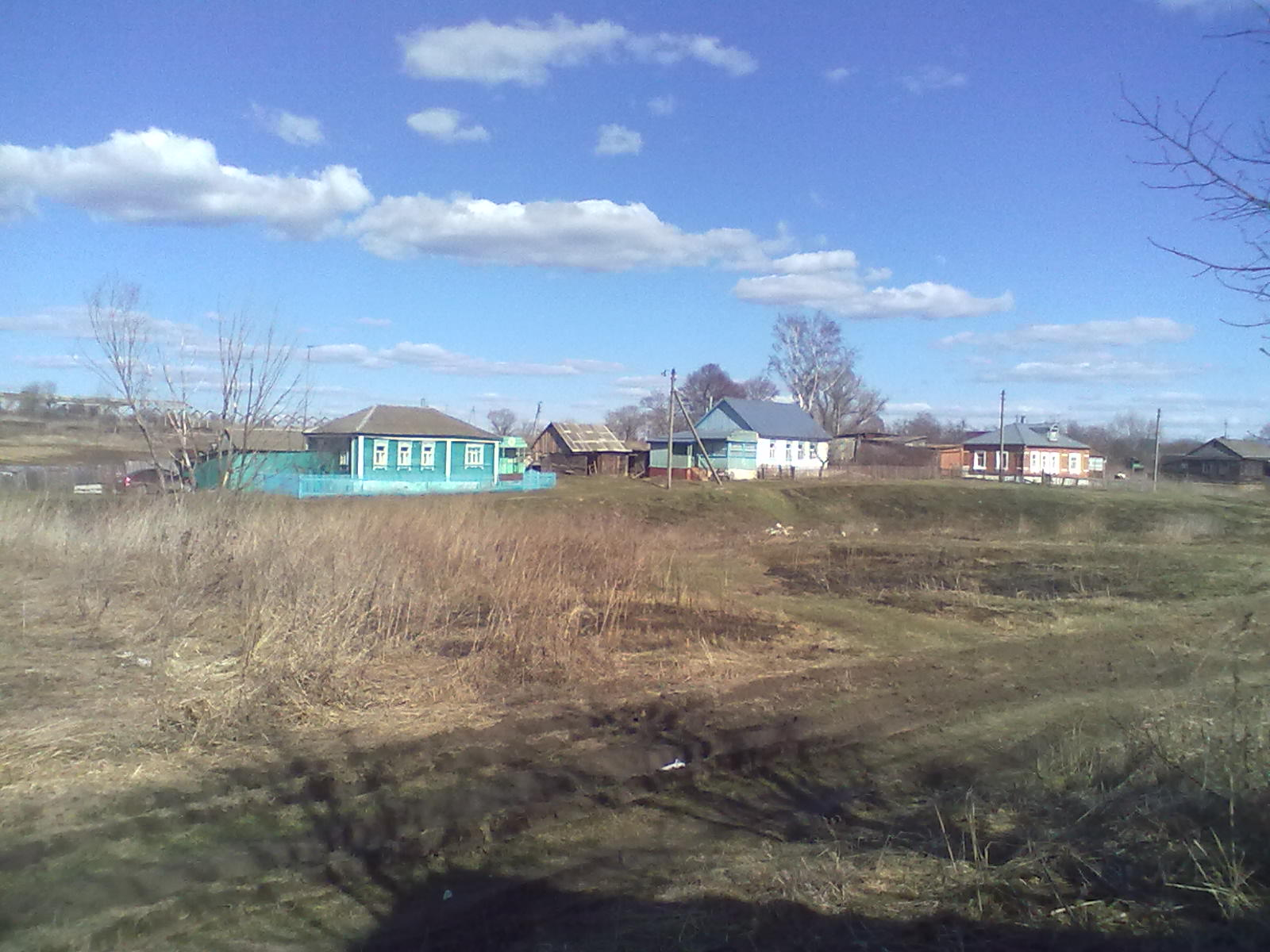
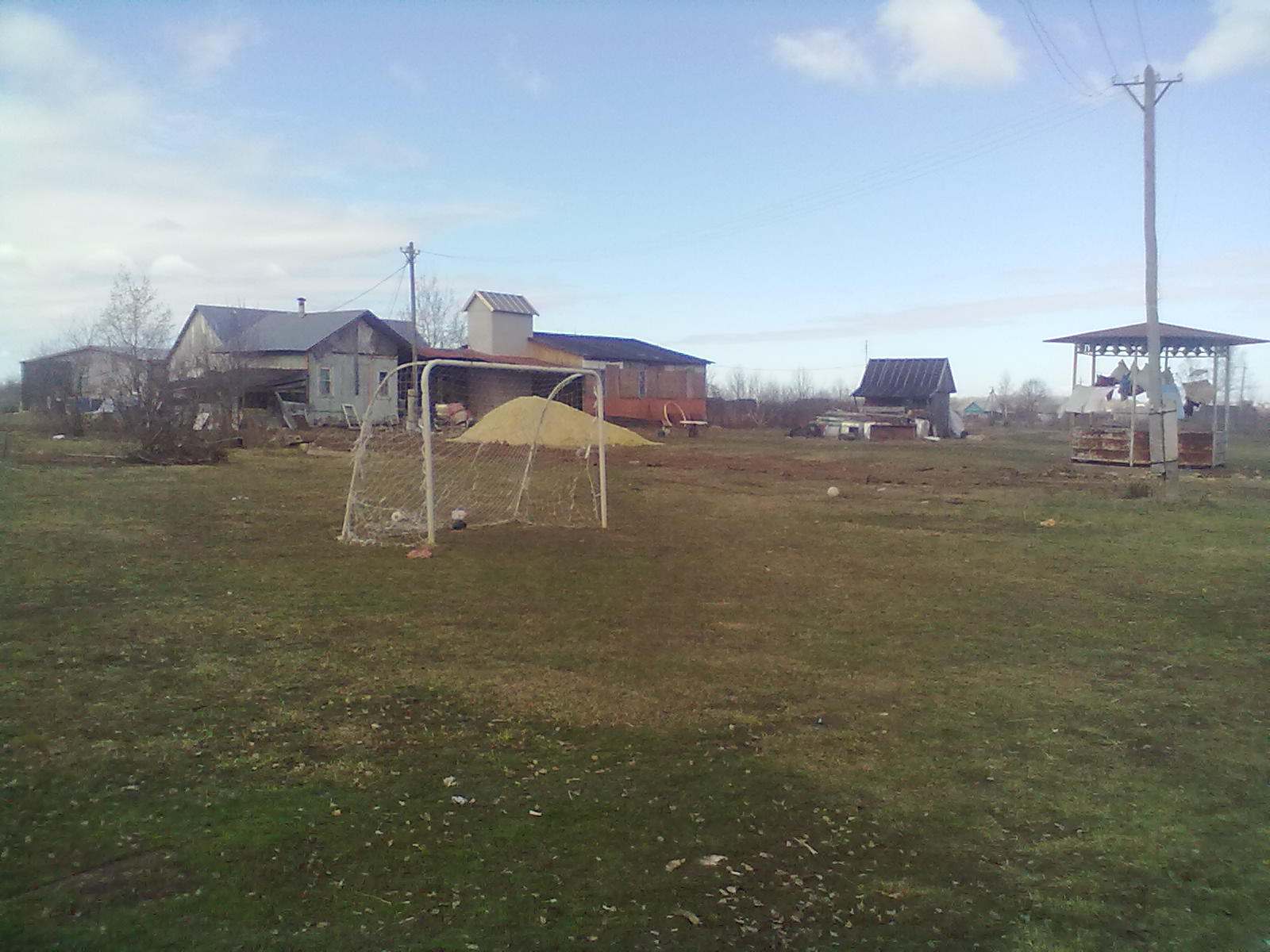
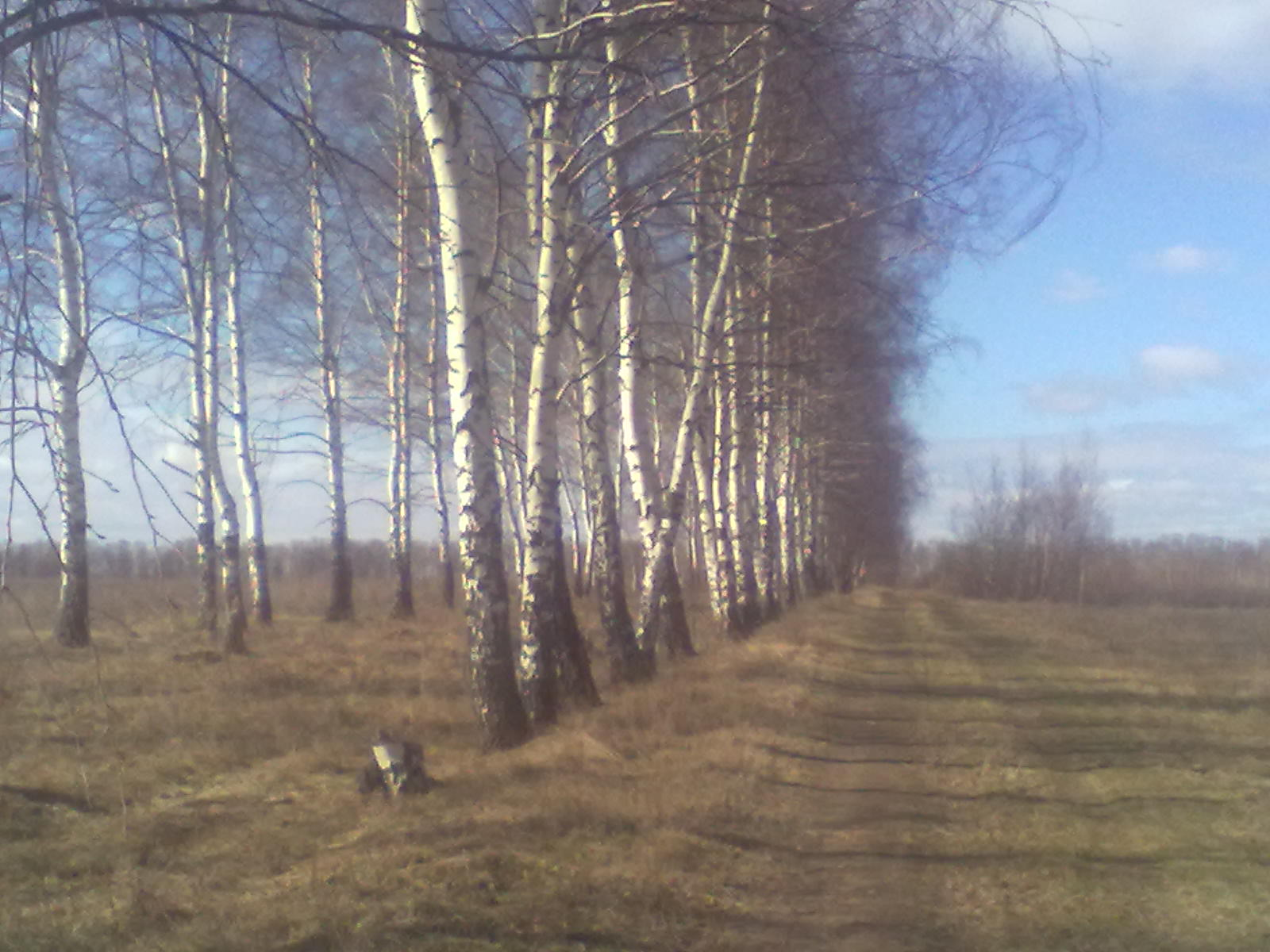
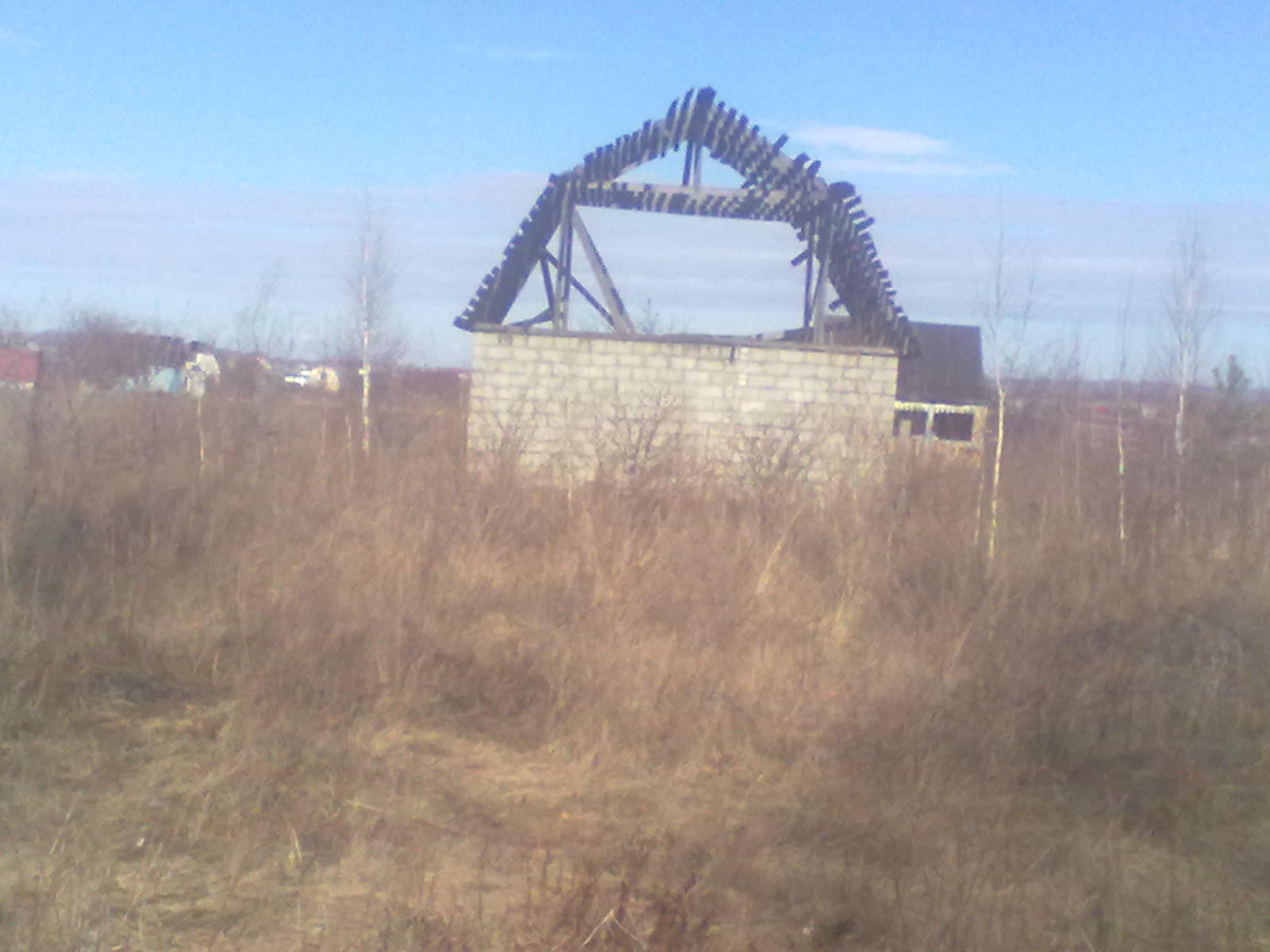
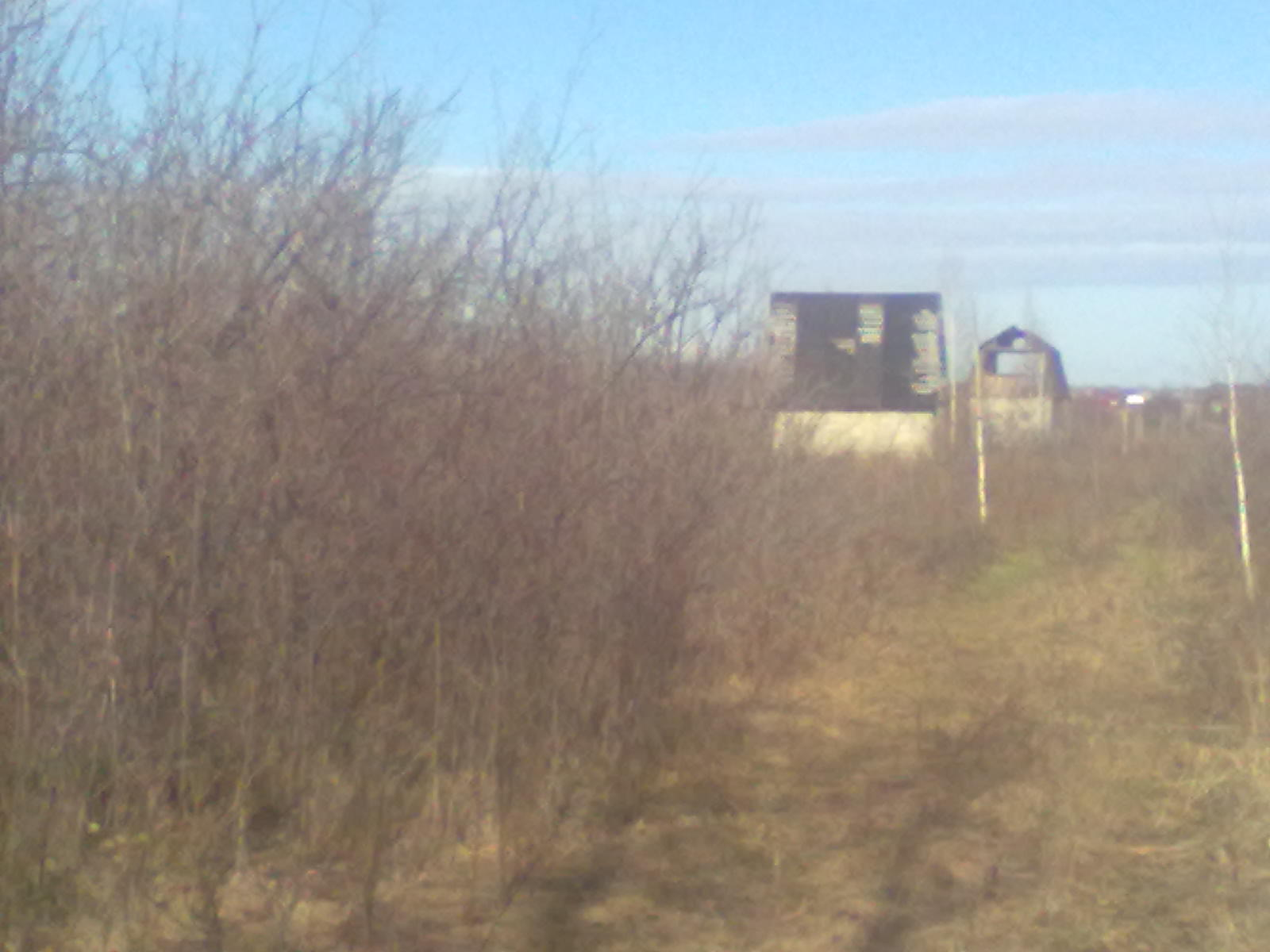
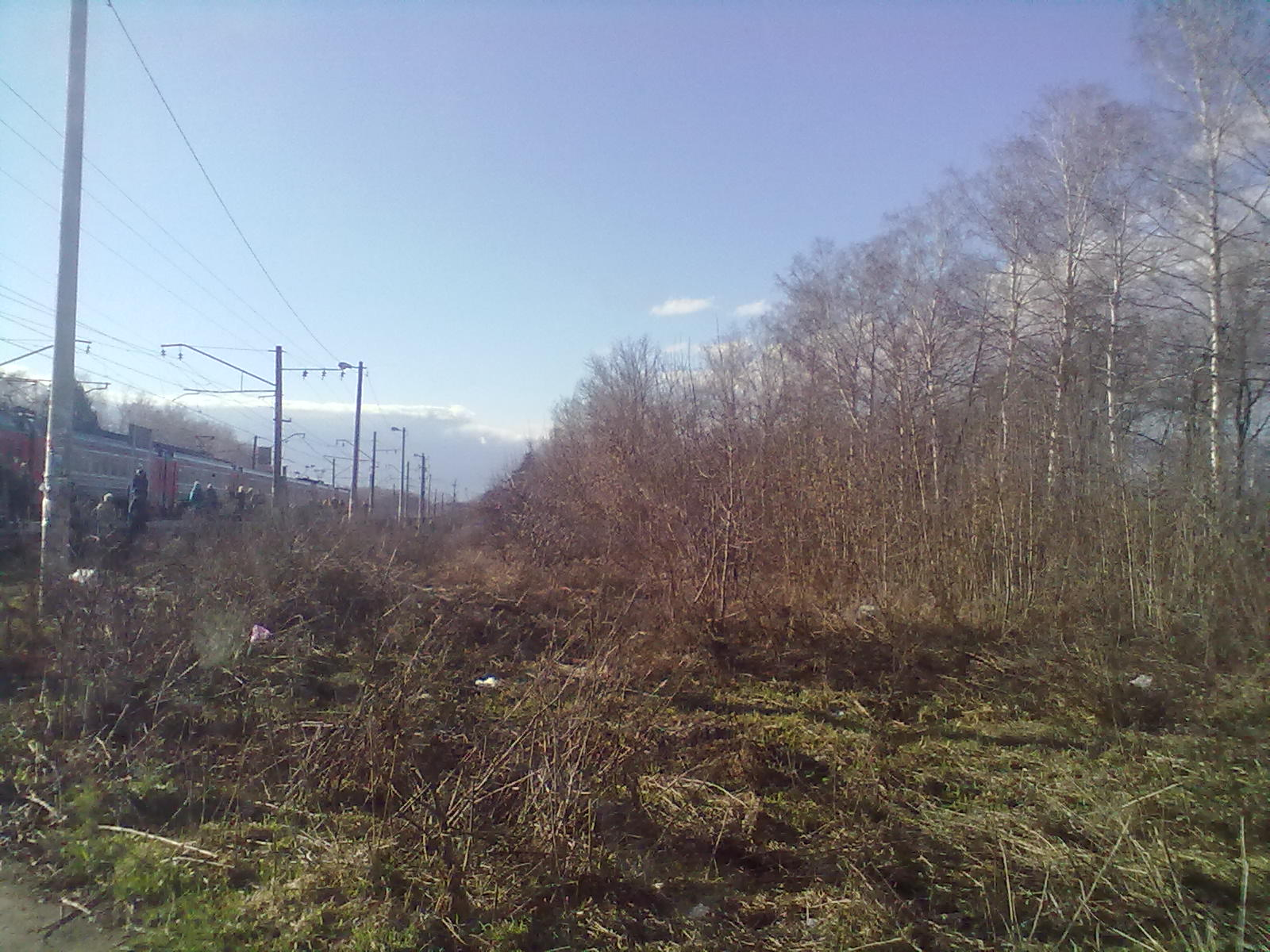
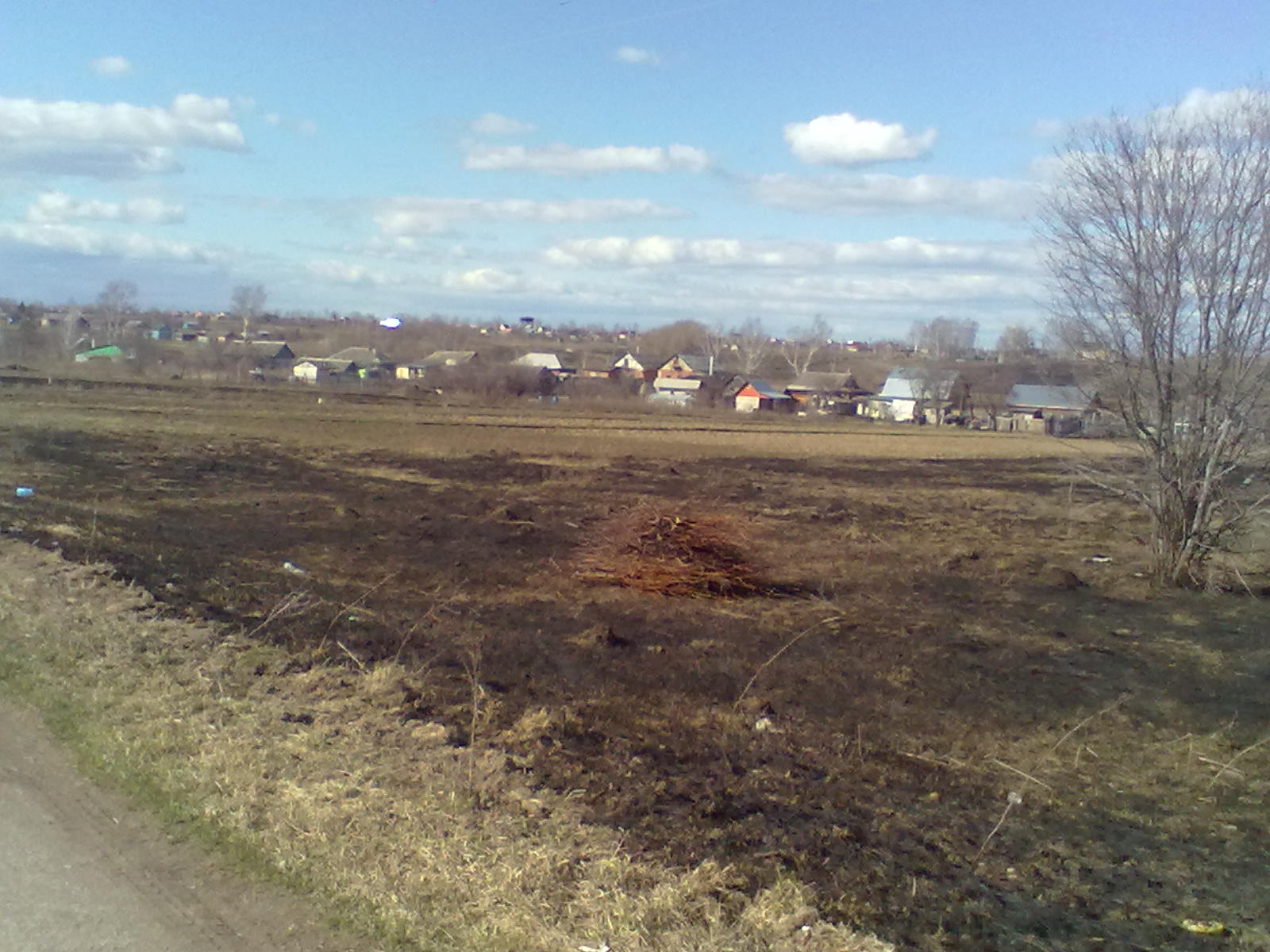
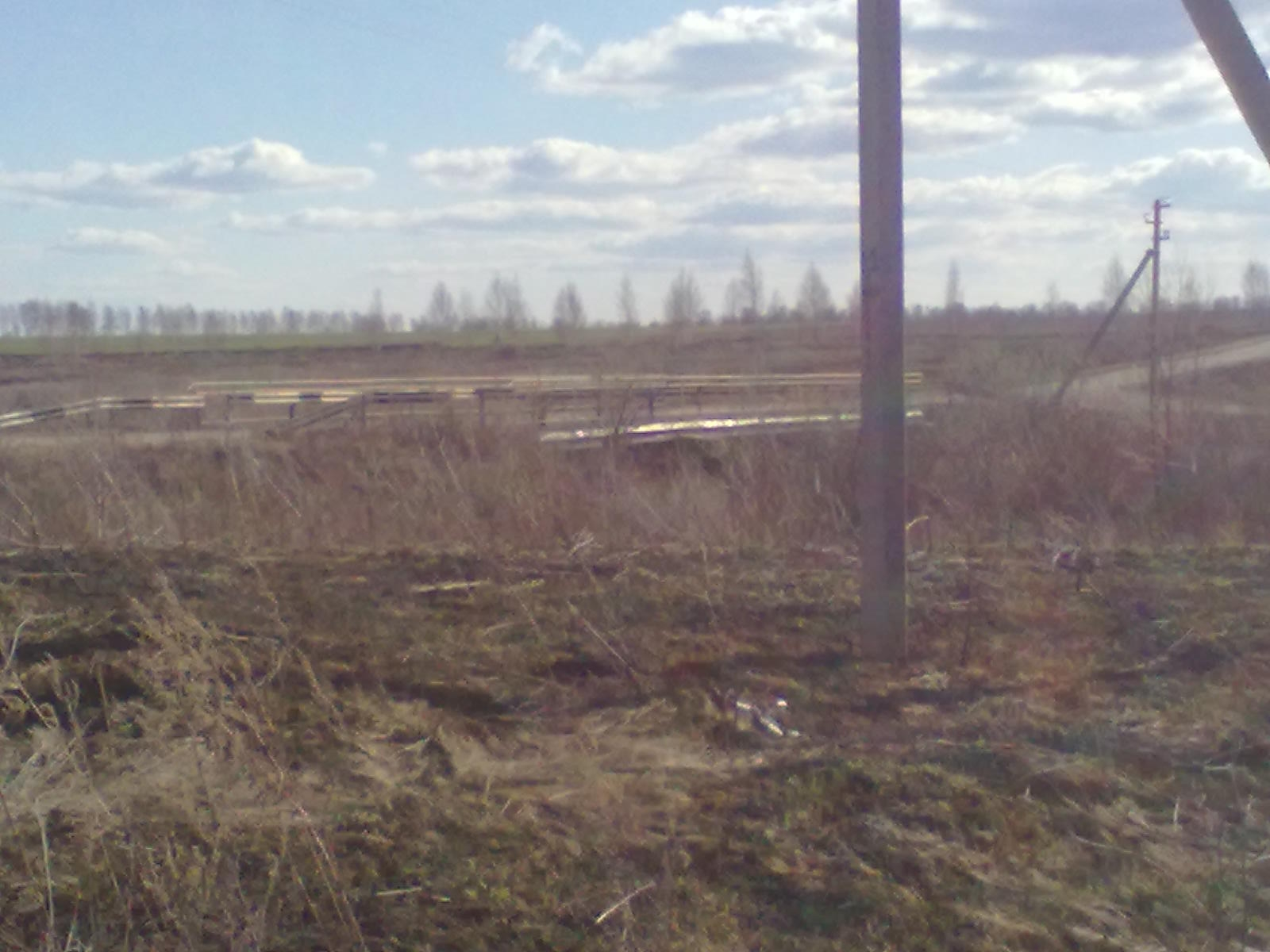

## Улицы
- ул. Заречная
- ул. Ивашковская
- ул. Кутуково
- ул. Рюмино